# Aeroportul Port Hardy
Aeroportul Port Hardy (IATA: YZT, ICAO: CYZT) este un aeroport din Port Hardy⁠(d), Regional District of Mount Waddington⁠(d), Columbia Britanică, Canada.
Situat la o altitudine de 22 m, aeroportul dispune de o singură pistă. Este operat de Transport Canada⁠(d).